# Tifrach
Tifrach (hebrejsky תִּפְרַח‎, v oficiálním přepisu do angličtiny Tifrah) je vesnice typu mošav v Izraeli, v Jižním distriktu, v Oblastní radě Merchavim.

## Geografie
Leží v nadmořské výšce 162 metrů na severozápadním okraji pouště Negev; v oblasti která byla od 2. poloviny 20. století intenzivně zúrodňována a zavlažována a ztratila částečně charakter pouštní krajiny. Jde o zemědělsky obdělávaný pás navazující na pobřežní nížinu. Podél jižního okraje mošavu protéká vádí Nachal Patiš.
Obec se nachází 31 kilometrů od břehu Středozemního moře, cca 82 kilometrů jihojihozápadně od centra Tel Avivu, cca 72 kilometrů jihozápadně od historického jádra Jeruzalému a 14 kilometrů severozápadně od města Beerševa. Nachází se nedaleko od severovýchodního okraje města Ofakim. Tifrach obývají Židé, přičemž osídlení v tomto regionu je etnicky převážně židovské.
Tifrach je na dopravní síť napojen pomocí dálnice číslo 25.

## Dějiny
Tifrach byl založen v roce 1949. Zakladateli byli Židé z Maďarska, kteří přežili holokaust, napojení na náboženskou organizaci Agudat Jisra'el. Roku 1954 se k nim přidali i židovští imigranti z Maroka. Mošav je pojmenován podle biblického citátu z Knihy Izajáš 35,1: „Poušť i suchopár se rozveselí, rozjásá se pustina a rozkvete kvítím“
Místní ekonomika je zčásti založena na zemědělství, kterým se zabývá deset zdejších rodin (produkce mléka, rostlinná výroba), část obyvatel působí v sektoru náboženského vzdělávání. V obci jsou k dispozici náboženské školy, několik ješiv, obchod se smíšeným zbožím, synagoga, zdravotní středisko, sportovní areály, mateřská škola a společenské centrum. Správní území vesnice měří 5 000 dunamů (5 kilometrů čtverečních).

## Demografie
Obyvatelstvo mošavu je nábožensky orientované. Podle údajů z roku 2014 tvořili naprostou většinu obyvatel v Tifrach Židé (včetně statistické kategorie "ostatní", která zahrnuje nearabské obyvatele židovského původu ale bez formální příslušnosti k židovskému náboženství).
Jde o menší obec s dlouhodobě rostoucí populací. K 31. prosinci 2014 zde žilo 2088 lidí. Během roku 2014 populace stoupla o 0,6 %.
| Rok            | 1961 | 1972 | 1983 | 1995 | 2001 | 2003 | 2004 | 2005 | 2006 | 2007 | 2008 | 2009 | 2010 | 2011 | 2012 | 2013 | 2014 |
| -------------- | ---- | ---- | ---- | ---- | ---- | ---- | ---- | ---- | ---- | ---- | ---- | ---- | ---- | ---- | ---- | ---- | ---- |
| Počet obyvatel | 375  | 369  | 596  | 794  | 1090 | 1245 | 1287 | 1348 | 1340 | 1374 | 1431 | 2519 | 2478 | 2664 | 2049 | 2076 | 2088 |